# Lechea torreyi
Lechea torreyi là một loài thực vật có hoa trong họ Nham mân khôi. Loài này được Legg. ex Britton mô tả khoa học đầu tiên năm 1894.